# Culbertson
Culbertson – wieś w Stanach Zjednoczonych, w stanie Nebraska, w hrabstwie Hitchcock.